# Życie ukryte w słowach
Życie ukryte w słowach (hiszp. La vida secreta de las palabras, ang. The Secret Life of Words) – hiszpańsko-irlandzki film fabularny z 2005 roku w reżyserii Isabel Coixet. Główne role w filmie zagrali Sarah Polley, ulubiona aktorka Coixet, oraz Tim Robbins. Film dedykowany był duńskiej lekarce Inge Genefke i jej centrum rehabilitacji ofiar tortur.
Zdjęcia do filmu kręcono w Belfaście i Madrycie. Obraz otrzymał kilka hiszpańskich nagród filmowych Goya, m.in. dla najlepszego filmu i najlepszego reżysera.

## Opis fabuły
Film przedstawia historię Hanny, małomównej, niedosłyszącej pracownicy fabryki, którą dyrektor wysyła na miesięczny urlop. W czasie wakacji Hanna znajduje zatrudnienie jako prywatna pielęgniarka dla Josefa, poparzonego pracownika platformy wiertniczej, który uległ wypadkowi i stracił tymczasowo wzrok.
Początkowo Hanna nie chce rozmawiać z Josefem, ale z każdym dniem zawiązuje się między nimi nić porozumienia. Josef opowiada jej kilka wydarzeń ze swojego życia. W końcu Hanna postanawia także wyjawić mu swoją największą tajemnicę – tragedię, jaką przeżyła podczas wojny w Bośni na początku lat 90. Pokazuje mu blizny, jakie pozostały na jej ciele.
Josef zostaje przewieziony na ląd do szpitala, a Hanna wraca do siebie. Po opuszczeniu szpitala Josef próbuje odnaleźć Hannę. Szukając jej, trafia do Danii, do centrum pomocy dla ofiar wojny, gdzie dowiaduje się więcej o losie Hanny i innych kobiet, które ucierpiały w czasie wojny. Josef odnajduje w końcu Hannę i próbuje ją przekonać, żeby byli razem.

## Obsada
- Sarah Polley jako Hanna
- Tim Robbins jako Josef
- Julie Christie jako Inge
- Sverre Anker Ousdal jako Dimitri
- Javier Cámara jako Simon
- Danny Cunningham jako Scott
- Dean Lennox Kelly jako Liam
- Daniel Mays jako Martin
- Emmanuel Idowu jako Abdul
- Eddie Marsan jako Victor
- Steven Mackintosh jako Doktor Sullitzer
- Reg Wilson jako Kierownik fabryki
- Leonor Watling jako Żona przyjaciela Josefa